# VTI1B
VTI1B (англ. Vesicle transport through interaction with t-SNAREs 1B) – білок, який кодується однойменним геном, розташованим у людей на короткому плечі 14-ї хромосоми. Довжина поліпептидного ланцюга білка становить 232 амінокислот, а молекулярна маса — 26 688.
| 10         |  | 20         |  | 30         |  | 40         |  | 50         |
| ---------- |  | ---------- |  | ---------- |  | ---------- |  | ---------- |
| MASSAASSEH |  | FEKLHEIFRG |  | LHEDLQGVPE |  | RLLGTAGTEE |  | KKKLIRDFDE |
| KQQEANETLA |  | EMEEELRYAP |  | LSFRNPMMSK |  | LRNYRKDLAK |  | LHREVRSTPL |
| TATPGGRGDM |  | KYGIYAVENE |  | HMNRLQSQRA |  | MLLQGTESLN |  | RATQSIERSH |
| RIATETDQIG |  | SEIIEELGEQ |  | RDQLERTKSR |  | LVNTSENLSK |  | SRKILRSMSR |
| KVTTNKLLLS |  | IIILLELAIL |  | GGLVYYKFFR |  | SH         |  |            |

A: Аланін

D: Аспарагінова кислота

E: Глутамінова кислота

F: Фенілаланін

G: Гліцин

H: Гістидин

I: Ізолейцин

K: Лізин

L: Лейцин

M: Метіонін

N: Аспарагін

P: Пролін

Q: Глутамін

R: Аргінін

S: Серин

T: Треонін

V: Валін

Кодований геном білок за функцією належить до фосфопротеїнів. 
Задіяний у таких біологічних процесах, як транспорт, транспорт білків, ацетилювання, альтернативний сплайсинг. 
Локалізований у мембрані, лізосомі, ендосомах.